# لبه تیغ (رمان)
لبهٔ تیغ (به انگلیسی: The Razor's Edge) رمانی است اثر نویسندهٔ انگلیسی سامرست موآم که سال ۱۹۴۴ منتشر شد. لبه تیغ دو بار به صورت فیلم اکران شد. بار اول در سال ۱۹۴۶ به کارگردانی ادموند گولدینگ و بار دوم در سال ۱۹۸۴به کارگردانی راب کوهن.

## خلاصه داستان
رمان دربارهٔ جوانی است به نام لاری که، علی‌رغم درآمد ناچیز، از زندگی خود خشنود است. او بیشتر در جستجوی یافتن جواب‌هایی به سوالات مربوط به خاستگاه و غایت زندگی است. این طرز برخورد لاری با زندگی خوشایند نامزدش ایزابل که آرزومند تجمل و مجذوب محافل اعیان می‌باشد نیست.
لاری از قبول شغل‌هایی که به او پیشنهاد می‌شود سرباز می‌زند و برای یافتن پاسخ سوال‌هایش به کتابخانه ملی فرانسه می‌رود. ایزابل بعد از دو سال تلاش در جهت منصرف کردن لاری از تحقیقاتش در نهایت او را تهدید به جدایی می‌کند. لاری در برایر حیرت نامزدش، جدایی را می‌پذیرد.
لاری سپس در معدن زغال‌سنگ استخدام می‌شود و در آنجا به اتفاق یک لهستانی که گرایش به عرفان دارد به آلمان سفر می‌کند ولی چون پاسخی به سوال‌هایش نمی‌یابد به هند می‌رود و با کمک هیپنوتیزم به آرامش دست می‌یابد.
لاری به پاریس برمی‌گردد و تصمیم می‌گیرد با سوفی ازدواج کند. این خبر باعث خشم ایزابل می‌شود. سوفی که شوهر و فرزندش را در تصادف ماشین از دست داده بود بعد از مرگ آنها به الکل روی‌آورد. پس از برخورد با لاری به کمک او اعتیاد خود را ترک می‌کند. ایزابل سوفی را قبل از ازدواج به خانه‌اش دعوت می‌کند و خانه را ترک می‌کند و شیشه ودکایی را روی میز می‌گذارد سوفی ودکا را می‌خورد و بعد به تولون فرار می‌کند و در آنجا به فحشا کشیده می‌شود و سرانجام می‌میرد.
لاری دوباره به آمریکا بازمی‌گردد. به این امید که آنجا شغلی بیاید. قبل از عزیمت، پژوهش‌هایش را در کتابی درج می‌کند. چنین می‌پندارد که از آن پس نتواند شادمانی و خوشبختی را جز در عادی‌ترین زندگانی، به دور از توانگرها، پیدا کند.